# 麻里府村
麻里府村（まりふそん）は、山口県熊毛郡にあった村。現在の田布施町大字馬島・別府にあたる。

## 地理
- 山岳 ： 大平山
- 海洋 ： 周防灘
- 島嶼 ： 馬島

## 歴史
- 1889年（明治22年）4月1日 - 町村制の施行により、馬島・別府村の区域をもって発足。
- 1955年（昭和30年）1月1日 - 麻郷村・田布施町・城南村と合併し、改めて田布施町が発足。同日麻里府村廃止。